# Niederwiesa
Niederwiesa  est une commune de Saxe (Allemagne), située dans l'arrondissement de Saxe centrale, dans le district de Chemnitz.

## Personnalités
- Arthur Emmerlich (1907-1942), résistant au nazisme, est né à Niederwiesa.